# William Cooper (ativista)
William Cooper (c.1860 – 1941) foi um ativista político e líder comunitário australiano, de descendência aborígene, conhecido por ter protestado contra o desumano evento antissemita Noite dos Cristais, em 9 de novembro de 1938, na Alemanha, início do nazismo e suas ideologias de extermínio, na qual descreveu o evento como um ato "cruel de perseguição do povo judeu, [cometido] pelo governo nazista da Alemanha." O protesto ficou conhecido como o único protesto privado contra o caso Noite dos Cristais.